# وادیسواف سگدا
وادیسواف سگدا (انگلیسی: Władysław Segda; ۲۳ مهٔ ۱۸۹۵ – ۱۹۹۴ (۹۸−۹۹ سال)) ورزشکار شمشیربازی اهل لهستان بود.
وی در مسابقات کشوری و بین‌المللی در مجموع برندهٔ ۲ مدال برنز شده‌است.